# Deutsche Beachhandball-Meisterschaften 2007
Die Deutsche Beachhandball-Meisterschaft 2007 waren die neunten offiziellen und einschließlich dreier inoffizieller die zwölften Meisterschaften im Beachhandball. Sie wurde vom Deutschen Handballbund ausgerichtet.
Die Teilnehmer der Meisterschaft qualifizierten sich dafür über eine vorgeschaltete Reihe von Turnieren, der DHB-Beachhandball-Masters-Serie, in der je nach Erfolgen Punkte gesammelt werden konnten. Am Ende qualifizierten sich jeweils 20 Frauen- und Männermannschaften für die Spiele am 4. und 5. August des Jahres. Austragungsort war das VGH Stadion am Meer in Cuxhaven-Duhnen.
| Frauen Details | Cuxhaven VGH Stadion am Meer | Sandgirls Dortmund       | 2:0 | XXS-Team Bremen       | Planschbräute Bad Wildungen | 2:0 | Wattwürmchen Hamm |
| Männer Details | Cuxhaven VGH Stadion am Meer | The Sandman’s Leverkusen | 2:0 | Sandfüchse Tetenhusen | Beach Boys Köln             | 2:0 | Team Apfel Hahlen |